# Hípica als Jocs Olímpics d'estiu de 1980

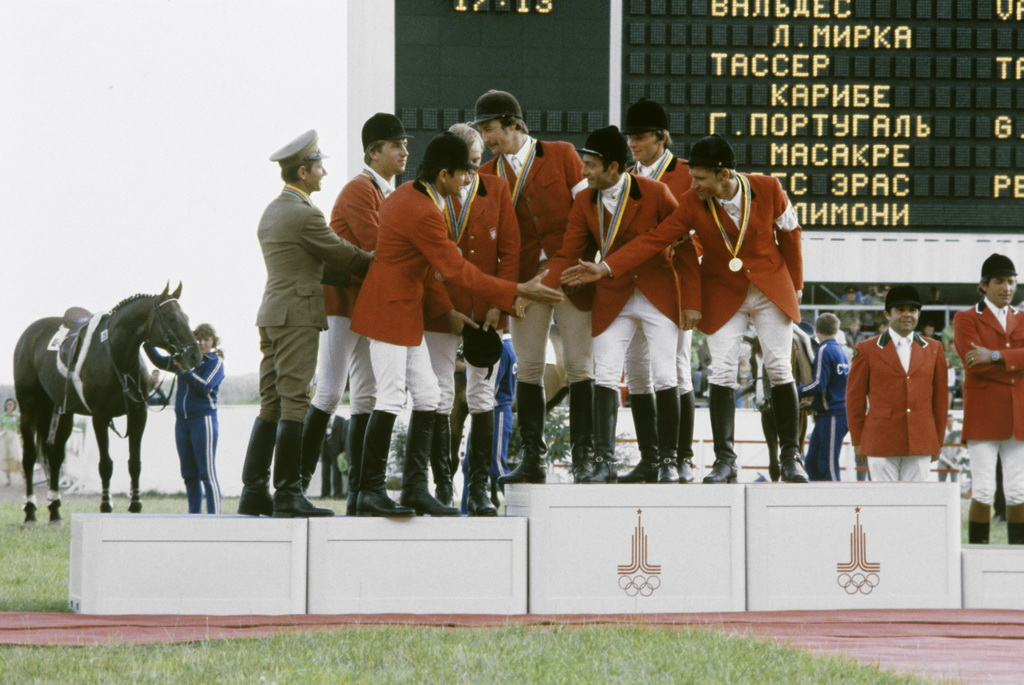
Fotografia del podi de la prova per equips de Salt d'obstacles amb l'equip soviètic en primer lloc i l'equip polonès en el segon.

Als Jocs Olímpics d'Estiu de 1980 celebrats a la ciutat de Moscou (Unió Soviètica) es disputaren sis proves d'hípica: doma clàssica, concurs complet i salts, tant en categoria individual com per equips. La competició es desenvolupà entre els dies 25 de juliol i l'1 d'agost de 1980 al Parc Forestal Bitsa i la Gran Arena de l'Estadi Central Lennin.
Hi participaren un total de 68 genets, 59 homes i 9 dones, d'11 comitès nacionals diferents.

## Resum de medalles
| Prova                                | Or | Argent | Bronze |
| Doma clàssica individual Detalls     | Elisabeth Theurer amb Mon Cherie | Yuri Kovshov amb Igrok | Viktor Ugryumov amb Shkval                                                                                                |
| Doma clàssica per equips Detalls     | Unió SovièticaYuri Kovshov amb Igrok · Viktor Ugryumov amb Shkval · Vera Misevich amb Plot                                           | Bulgària Petar Mandajiev · amb Stchibor · Svetoslav lvanov amb Aleko · Gheorghi Gadjev amb Vnimatelen                            | RomaniaAnghelache Donescu amb Dor · Dumitru Veliku amb Decebal · Petre Rosca amb Derbist                                  |
| Concurs complet individual Detalls   | Federico Roman amb Rossinan | Aleksandr Blinov amb Galzun | Yuri Salnikov amb Pintset                                                                                                 |
| Concurs complet per equips Detalls   | Unió SovièticaAleksandr Blinov amb Galzun · Yuri Salnikov amb Pintset · Valery Volkov amb · Tskheti · Sergei Rogozhin amb Gelespont  | ItàliaFederico Roman amb Rossinan Anna Casagrande amb Daleye Mauro Roman amb Dourakin 4 Marina Sciocchetti amb Rohan de Lechereo | MèxicManuel Mendivil amb Remember · David Barcena amb Bombona · José Luís Pérez amb Quelite · Fabián Vázquez amb Cocaleco |
| Salts d'obstacles individual Detalls | Jan Kowalczyk amb Artemor | Nikolai Korolkov amb Espadron | Joaquín Pérez amb Alymony                                                                                                 |
| Salts d'obstacles per equips Detalls | Unió SovièticaVyacheslav Chukanov amb Gepatit · Viktor Poganovsky amb Topky · Viktor Asmaev amb Reis · Nikolai Korolkov amb Espadron | PolòniaMarian Kozicki amb Bremen · Jan Kowalczyk amb Artemor · Wiesław Hartman amb · Norton · Janusz Bobik amb Szampan           | MèxicJoaquín Pérez amb Alymony · Jesús Gómez amb Massacre · Gerardo Tazzer amb Caribe · Alberto Valdés amb Lady Mirka     |

## Medaller
| Posició | País           | Or | Argent | Bronze | Total |
| 1       | Unió Soviètica | 3  | 3      | 2      | 8     |
| 2       | Itàlia         | 1  | 1      | 0      | 2     |
| 2       | Polònia        | 1  | 1      | 0      | 2     |
| 4       | Àustria        | 1  | 0      | 0      | 1     |
| 5       | Bulgària       | 0  | 1      | 0      | 1     |
| 6       | Mèxic          | 0  | 0      | 3      | 3     |
| 7       | Romania        | 0  | 0      | 1      | 1     |